# Pedro Cota da Malha
Pedro Cota da Malha  (Madeira, século XVI — Angra do Heroísmo, 1590) foi um nobre e militar que se distinguiu nas lutas civis que se travaram em torno da realeza de D. António I de Portugal e na batalha da Salga.
A família Cota da Malha descende de Pedro Cota da Malha, que nasceu na ilha da Madeira e passou à ilha Terceira nos fins do século XV ou princípios do século XVI. Era irmão de António Machado Cota, e ambos filhos de Pedro Anes Cota e de sua mulher D. Maria Afonso Barreto, também naturais da Madeira.
Pedro Cota da Malha foi escudeiro e fidalgo da Casa Real, Cavaleiro da Ordem de Cristo, e vereador da Câmara de Angra, cujo cargo desempenhava em 1534.
Com o posto de capitão de Ordenanças tomou parte na Batalha da Salga da Ilha Terceira, em que ficaram derrotados os castelhanos. 
Viveu na dita ilha com grande fausto e riqueza, e ali faleceu, em 1590, tendo feito testamento em 6 de Fevereiro de 1557, de mão comum com sua mulher Catarina Dias Vieira.
Deste casamento nasceram: 
1 - D. Maria Cota da Malha, casada com Manuel de Barcelos Machado.
2 - D. Iria Cota da Malha, (ilha Terceira, Açores – 20 de Novembro de 1591) onde casou com Gonçalo Vaz de Sousa. Fez testamento em 13 Novembro de 1591, no qual vinculou todos os seus bens em morgado, com capela que mandou erigir na Igreja do Convento de São Francisco de Angra, sob a invocação de Santo Antão e Nossa Senhora da Consolação.
Seu marido faleceu dez anos antes, também com testamento aprovado em 20 de Julho de 1581 no qual instituiu o vinculo de à São Mateus da Calheta, que foi administrado, primeiramente por sua mulher, e em segundo lugar, por seu sobrinho Sebastião de Sousa de Menezes. 
Não deixaram geração, e jazem ambos na dita Capela da qual foram administradores os seguintes parentes mais chegados da instituidora:
1 Administrador - Constantino Machado de Barcelos.
2 Administrador - Manuel Machado da Costa.
3 Administrador - Constantino Machado da Costa. 
4 Administrador - Dionísio Borges Pacheco.
5 Administrador - Pedro Borges Pacheco.
6 Administrador - António Sieuve Borges. 
7 Administrador - António Manuel Sieuve Borges. 
8 Administrador - João Sieuve de Séguier. 
9 Administrador - António Sieuve de Séguier. 